# Цзінхе (станція)
44°38′06″ пн. ш. 83°01′21″ сх. д. / 44.635° пн. ш. 83.0225° сх. д.
Цзінхе (кит. 精河站, пін. Jīnghé Zhàn) — вузлова залізнична станція в КНР. Розташована в однойменному повіті Боро-Тала-Монгольської автономної префектури Сіньцзян-Уйгурського автономного району. Відкрита в 1990 році.
Вузол залізниць:
- на Урумчі-Південну (Бейцзянська, Уцзін'ерська залізниці);
- на Алашанькоу (Бейцзянська залізниця);
- на Хоргос (Цзін'іхоська залізниця).

| Китай | Це незавершена стаття з географії КНР. Ви можете допомогти проєкту, виправивши або дописавши її. |